# Бофис
Бофис (фр. Beauficel) насеље је и општина у северној Француској у региону Доња Нормандија, у департману Манш која припада префектури Авранш.
По подацима из 2011. године у општини је живело 163 становника, а густина насељености је износила 17,85 становника/km². Општина се простире на површини од 9,13 km². Налази се на средњој надморској висини од 210 метара (максималној 357 m, а минималној 113 m).

## Демографија
| 1962. | 1968. | 1975. | 1982. | 1990. | 1999. | 2011. |
| ----- | ----- | ----- | ----- | ----- | ----- | ----- |
| 290   | 293   | 243   | 225   | 175   | 163   | 163   |

График промене броја становника у току последњих година